# Jacques Peletier

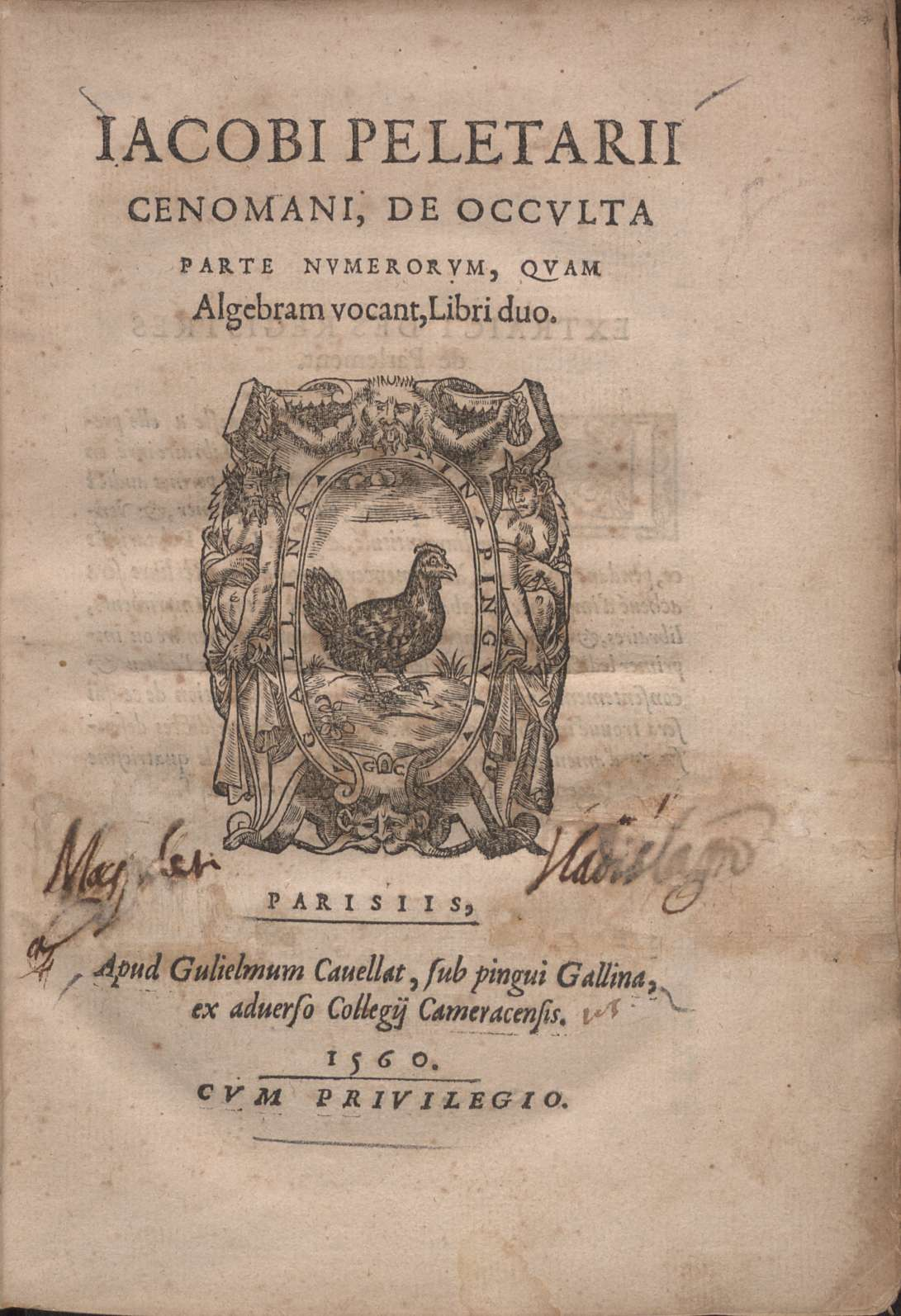
De occulta parte numerorum, quam algebram vocant, 1560

Jacques Peletier, auch Jacques Peletier du Mans (* 25. Juli 1517 Le Mans; † Juli 1582 Paris), in latinisierter Form Jacobus Peletarius, war ein französischer Literat, Humanist, Jurist, Mediziner und Mathematiker. Er stand mit zahlreichen Literaten und Gelehrten der Epoche in Kontakt. Erfolglos blieben dagegen seine Versuche, die französische Orthographie in dem Sinne zu reformieren, dass sie mehr phonetischen als etymologischen Kriterien folgen sollte, d. h. die Wörter etwa so zu schreiben, wie sie gesprochen wurden.

## Leben und Wirken
Peletier war der Sohn eines Anwalts Pierre Pelletier und dessen Ehefrau, der geborenen Jeanne le Royer aus Le Mans. Er studierte Philosophie am Collège de Navarre in Paris und fünf Jahre Jura in Le Mans. In den 1530er Jahren war er Sekretär des Bischofs von Le Mans, wandte sich dann aber von einer Laufbahn als Jurist ab und studierte autodidaktisch Griechisch, Medizin und Mathematik. 1541 veröffentlichte er eine französische Übersetzung der Ars Poetica von Horaz. In seinem Bemühen um französische Schriftsprache verfolgte er ähnliche Ziele wie die Dichtergruppe der Pléiade. 1543 wurde er Rektor des College de Bayeux in Paris, was er aber 1547 für eine freie Existenz auf Reisen aufgab, wobei er als Chirurg und Mathematiklehrer arbeitete. Außer in Paris war er in Bordeaux, Basel, Poitiers und Lyon. Er veröffentlichte französische Gedichtbände, teilweise an Lukrez orientiert mit naturwissenschaftlichen Themen, mathematische Werke (in Französisch und Latein) und kleinere Werke zur Medizin.
Seine Ausgabe der ersten sechs Bücher der Elemente von Euklid führte zu Disputen mit Christophorus Clavius und Johannes Buteo insbesondere über hornförmige Winkel (Buch 3, Proposition 16 der Elemente) und die Verwendung des Superpositionsprinzips (Axiom 4 in Buch 1, Was sich deckt ist gleich und Buch 1, Proposition 4). Er übersetzte Gemma Frisius, schrieb ein ähnliches Buch über praktische Anwendung der Arithmetik und war in seiner Algebra von Gerolamo Cardano und Michael Stifel beeinflusst.
Im Jahre 1572 war er kurzzeitig am Collège de Guyenne in Bordeaux. Während dieser Zeitspanne machte er die Bekanntschaft von Michel de Montaigne und Pierre de Brach. Schon im Jahre 1579 ging er zurück nach Paris, wo er zum Rektor des College von Le Mans avancierte.

## Schriften
Schriften zur Poetik

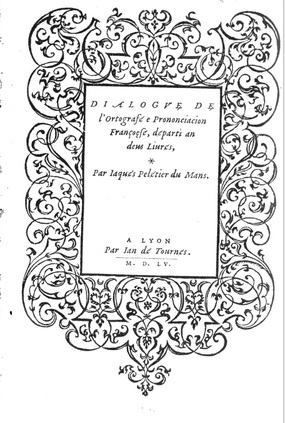
Titelblatt von "Dialogue de l'Ortografe e Prononciacion Françoese" (1555)

- L’Art poëtique d’Horace... (1544/45)
- L’Art poëtique (1555)

Mathematische Schriften
- Arithmeticae practicae methodus facilis per Gemmam Frisium, huc accesserunt Peletarii annotationes. Paris 1545 (mit weiteren Auflagen von 1549 bis 1557).
- L’arithmétique departie en quatre livres. Poitiers 1549 (und weitere Auflagen).
- L’algebre departie en deus livres. Lyon 1545. 3. Auflage: 1620.
  - Lateinische Ausgabe: De occulta parte numerorum. Paris 1560.
- Euclidis elementa geometrica demonstrationum libri sex. Lyon 1557. 2. Auflage: Genf 1610 (französische Übersetzung: Genf 1611).
  - Lateinische Ausgabe der ersten sechs Bücher der Elemente mit Kommentar, in der 2. Auflage auch der griechische Text von Definitionen und Propositionen.
- Commentarii tres, primus de dimensione circuli, secundus de contactu linearum, tertius de constitutione horoscopi. Basel 1563 (der zweite Teil erschien auch 1581 in Paris).
- Disquisitiones geometricae. Lyon 1567.
- C. Clavium de contactu linearum apologia. Paris 1579.